# تپه اینچه فر
تپه اینچه فر مربوط به سده‌های اولیه دوران‌های تاریخی پس از اسلام است و در استان قزوین، شهرستان آوج، بخش آبگرم، روستای سیرآب واقع شده و این اثر در تاریخ ۱۹ اسفند ۱۳۸۰ با شمارهٔ ثبت ۴۹۲۹ به‌عنوان یکی از آثار ملی ایران به ثبت رسیده است.